# 帕舍瓦
50°31′17″N 25°15′11″E / 50.52139°N 25.25306°E
帕舍瓦（烏克蘭語：Пашева），是烏克蘭西北部的村莊，隸屬里夫內州的杜布諾區。該村始建於1600年，面積8.02平方公里，海拔高度216米，2015年人口293，人口密度每平方公里41.7人。